# Menace en droit pénal canadien
Pour un article plus général, voir Menace (droit).
En droit pénal canadien, proférer des menaces est une infraction criminelle en vertu de l'article 264.1 du Code criminel (ci-après C.cr.) .

## Définition de l'infraction
L'infraction est définie ainsi dans le Code criminel ː 

« 264.1 (1) Commet une infraction quiconque sciemment profère, transmet ou fait recevoir par une personne, de quelque façon, une menace :
a) de causer la mort ou des lésions corporelles à quelqu’un;
b) de brûler, détruire ou endommager des biens meubles ou immeubles;
c) de tuer, empoisonner ou blesser un animal ou un oiseau qui est la propriété de quelqu’un.
Peine
(2) Quiconque commet une infraction prévue à l’alinéa (1)a) est coupable :
a) soit d’un acte criminel et passible d’un emprisonnement maximal de cinq ans;
b) soit d’une infraction punissable sur déclaration de culpabilité par procédure sommaire.
Idem
(3) Quiconque commet une infraction prévue à l’alinéa (1)b) ou c) est coupable :
a) soit d’un acte criminel et passible d’un emprisonnement maximal de deux ans;
b) soit d’une infraction punissable sur déclaration de culpabilité par procédure sommaire »

Cette infraction prévoit plusieurs types de menaces : 1) les menaces de mort 2) les menaces de causer des lésions corporelles à quelqu'un 3) les menaces de brûler, détruire ou endommager des biens meubles ou immeubles 4) les menaces de tuer, empoisonner ou blesser un animal ou un oiseau qui est la propriété de quelqu’un.

## Menaces dans la définition de voie de fait
En outre, l'article 265 (1) b) C.cr. prévoit que commettre l'infraction de voie de fait n'est pas seulement d'employer la force contre une personne, mais aussi de menacer de le faire par un acte ou un geste.

« 265 (1) Commet des voies de fait, ou se livre à une attaque ou une agression, quiconque, selon le cas :
a) d’une manière intentionnelle, emploie la force, directement ou indirectement, contre une autre personne sans son consentement;
b) tente ou menace, par un acte ou un geste, d’employer la force contre une autre personne, s’il est en mesure actuelle, ou s’il porte cette personne à croire, pour des motifs raisonnables, qu’il est alors en mesure actuelle d’accomplir son dessein;
c) en portant ostensiblement une arme ou une imitation, aborde ou importune une autre personne ou mendie. »

## Menaces dans un contexte de violence conjugale

### Aucun crime spécifique de violence conjugale ou de contrôle coercitif
Le droit canadien ne prévoit pas un crime spécifique de violence conjugale ou de contrôle coercitif, mais certaines infractions existantes englobent des actes de violence conjugale, notamment les menaces, les voies de fait et les agressions sexuelles,.

### Nature du contrôle coercitif
Les menaces dans un contexte conjugal, incluant post-séparation, peuvent révéler la présence de contrôle coercitif. Les professeurs Isabelle Côté et Simon Lapierre expliquent que les menaces peuvent être un outil de contrôle coercitif, et donc faire partie d’« une série de stratégies répétitives, certaines étant plus violentes et d’autres non, dont les effets cumulatifs doivent être analysés dans leur contexte plus large de domination ». Dans cette optique, un (ex-)conjoint violent maintient son contrôle et sa domination et, ce faisant, prive son (ex-)conjointe de son autonomie, en recourant aux menaces et à d’autres tactiques de contrôle coercitif, notamment le gaslighting, le harcèlement, le dénigrement et la violence physique et sexuelle,. Les menaces peuvent être dirigées contre la victime elle-même, mais aussi contre ses enfants, ses animaux ou ses biens.

### Menaces en tant que prédicteur de violences aggravées
Les menaces, et le contrôle coercitif plus généralement, sont un prédicteur de violences aggravées, notamment de filicides et de féminicides. Lapierre et Côté rapportent notamment l’exemple de Daphnée Huard-Boudreault qui, en 2017, a été assassinée par son ex-conjoint après qu’il eut diffusé des menaces de mort à son endroit sur les réseaux sociaux.

### Décision R. c. JS
La décision R c JS exemplifie la survenance de menaces dans un contexte de violence conjugale. Après leur séparation, l’accusé et la victime continuent de cohabiter, notamment parce que les deux ont un enfant ensemble. Durant cette période, l’accusé a recours aux menaces pour obtenir des faveurs sexuelles de la victime, pour forcer le maintien de leur relation de couple, et pour forcer la victime à retirer ses plaintes à la police. L’accusé menace notamment la victime de représailles contre sa personne, sa famille et ses biens. Le tribunal retient que la victime « a vécu du stress aigu, de l’hyper vigilance, des douleurs au cou et au dos, de la perturbation du sommeil, des cauchemars à répétition, des ‘flashbacks’, de l’anxiété, de la fatigue, des problèmes de concentration et une perte de confiance envers les hommes », ce qui a notamment entraîné une incapacité à travailler et conséquemment une perte de salaire. L’accusé est reconnu coupable d’avoir proféré des menaces de mort ou de lésions corporelles et des menaces contre des biens, en plus d’autres chefs d’extorsion, d’agression sexuelle, de séquestration, d’introduction par effraction et d’entrave à la justice.